# Cloruro de bencenosulfonilo
El cloruro de bencenosulfonilo es un compuesto organosulfurado con la fórmula C6H5SO2Cl. Es un líquido viscoso, de aspecto aceitoso, incoloro y soluble en disolventes orgánicos.  Reacciona con compuestos que contienen enlaces reactivos amino, -NH; es decir con aminas primarias y secundarias, para dar sulfonamidas. La reacción es diferente según que la amina sea primaria o secundaria, lo que constituye la base del ensayo de Hinsberg para la diferenciación de las aminas.  También reacciona, en medio básico, con compuestos orgánicos  que contienen el grupo hidroxilo, -OH  (alcoholes y fenoles), para dar los correspondientes ésteres sulfónicos.  Esta reactividad del cloruro de bencenosulfonilo hace que se utilice principalmente en la síntesis de  sulfonamidas y ésteres de sulfonato a partir de aminas y alcoholes, respectivamente. El compuesto está estrechamente relacionado con el cloruro de toluenosulfonilo, que es el que se utiliza a menudo, porque es un sólido a temperatura ambiente y más fácil de manipular.
El compuesto se prepara mediante la cloración del ácido bencenosulfónico o sus sales con oxicloruro de fósforo  o, con menor frecuencia, mediante una reacción entre benceno y ácido clorosulfúrico .
La prueba de Hinsberg para aminas implica su reacción con cloruro de bencenosulfonilo. 